# Problème bien posé
Le concept mathématique de problème bien posé provient d'une définition de Hadamard qui pensait que les modèles mathématiques de phénomènes physiques devraient avoir les propriétés suivantes :
1. Une solution existe ;
2. La solution est unique ;
3. La solution dépend de façon continue des données dans le cadre d’une topologie raisonnable.

## Exemples
Le problème de Dirichlet pour l’équation de Laplace et l’équation de la chaleur avec spécification de conditions initiales sont des formulations bien posées. Ces problèmes peuvent être qualifiés de « naturels », dans le sens où il existe des processus physiques dont les grandeurs observées constituent des solutions à ces problèmes. 
L’inversion du temps dans l’équation de la chaleur, c'est-à-dire le problème consistant à déduire une distribution passée de la température à partir d’un état final n’est au contraire pas bien posé ; sa solution est en effet très sensible à des perturbations de l’état final. Il est fréquent que les problèmes inverses ne soient pas bien posés. Bien qu’ils soient typiquement continus en termes d’analyse fonctionnelle, la recherche d’une solution numérique à l’aide de méthodes discrètes (« discrétisation » de l’espace et du temps) s’avère intrinsèquement instable, c'est-à-dire que de simples erreurs d’arrondis dans les données ou l’augmentation de la précision de la méthode exercent sur les résultats des effets « considérables ».
En mécanique des milieux continus, un problème bien posé est un problème dans lequel la frontière {\displaystyle \partial \Omega } du domaine considéré admet une partition en deux sous-ensembles {\displaystyle \partial _{1}\Omega } et {\displaystyle \partial _{2}\Omega } sur lesquels les conditions de bord imposées concernent les déplacements pour le premier et les efforts pour le second. {\displaystyle \partial _{1}\Omega } doit être non vide afin de garantir l'unicité de la solution. En effet si {\displaystyle \partial _{1}\Omega } est vide alors le champ de déplacement peut s'exprimer à un mouvement de corps rigide près.
De plus, la partition de la frontière peut s’opérer suivant les trois directions de l’espace. Plus précisément, sur une même partie de la frontière, il est possible d’imposer à la fois un déplacement et un effort si ces deux contraintes concernent des directions orthogonales de l’espace.

## Mesures et solutions
Le nombre conditionnel est une mesure du degré plus ou moins élevé avec lequel le problème est bien posé. Pour les problèmes linéaires, il s’agit de la condition de la matrice.
Si un problème est bien posé, il y a de fortes chances qu’il existe un algorithme stable susceptible de déterminer une solution approchant la solution exacte. Sinon, il convient de reformuler ou de transformer le problème d’origine avant d’envisager un traitement numérique. Typiquement, des hypothèses supplémentaires peuvent s’avérer nécessaires, concernant par exemple la régularité de la solution. Dans le cadre d’un système linéaire dont la matrice est mal conditionnée, un tel processus est connu sous le nom de régularisation de Tikhonov.